# Capo d'Orlando
Capo d'Orlando (Capu d'Orlando en siciliano) es una comuna de 13.023 habitantes perteneciente a la provincia de Mesina, en la Sicilia, Italia. 

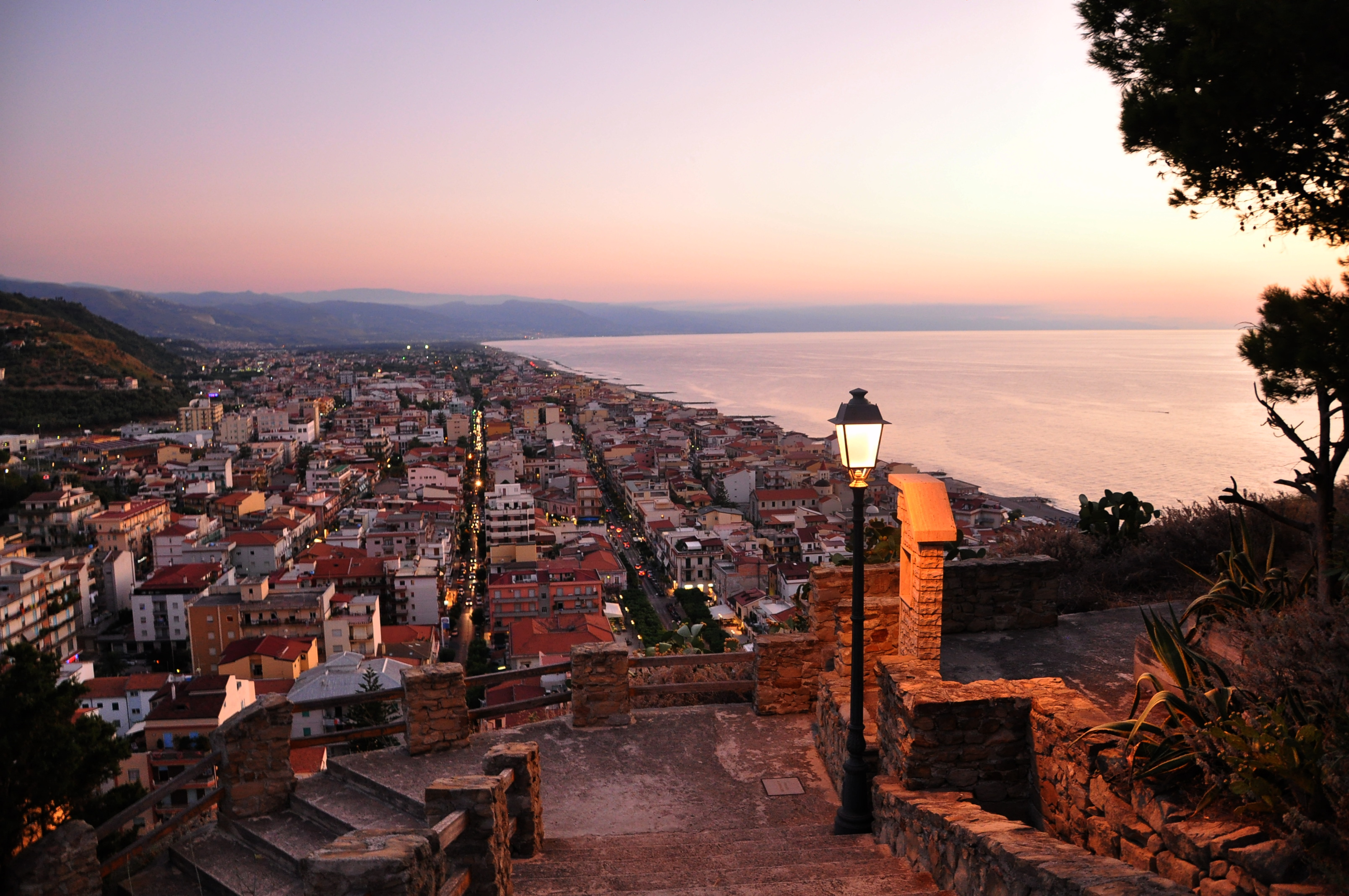
fotografía de la ciudad

Es considerada la capital del comprensorio dei Nebrodi. Vibrante y activa, es un famoso centro turístico y comercial, ha visto nacer al poeta Lucio Piccolo, primo de Giuseppe Tomasi de Lampedusa (v. "Il gattopardo"). Otros ilustres orlandinos son el cineasta Vittorio Sindoni, el productor cafetalero Calogero Paparoni, el empresario venezolano Filippo Sindoni y la periodista del TG3 Giuseppina Paterniti. Es sede de varias actividades artísticas (pinacoteca municipal, museo Villa Piccolo) y de ocio (TV local, cine, teatro, puerto, club Blues).

Ubicación de la ciudad de Capo d'Orlando dentro de la provincia de Mesina.

## Evolución demográfica
| Gráfica de evolución demográfica de Capo d'Orlando entre 1861 y 2001 |
|                                                                      |
| Fuente ISTAT - Elaboración gráfica por parte de Wikipedia            |